# A2 Racer
A2 Racer (tạm dịch: Đường đua  A2) là dòng trò chơi máy tính thuộc thể loại đua xe do hãng game từ Hà Lan Davilex Games đồng phát triển và phát hành vào năm 1996. Game chủ yếu lấy đường đua chính tại quốc lộ A2 của Hà Lan, trong nhiều bản khác còn mở rộng sang các vòng đua ở châu Âu. Ngoài ra, game còn được phát hành ở châu Âu dưới nhiều tên gọi khác nhau, như London Racer và M25 Racer tại Anh, Autobahn Raser tại Đức và Paris-Marseille Racing tại Pháp. 

## Bản tiếng Anh
- M25 Racer
- London Racer
- Autobahn Raser III: Europe Tour

## Bản tiếng Đức
- Autobahn Raser I
- Autobahn Raser II
- Autobahn Raser III
- Autobahn Raser IV
- Autobahn Raser - World Challenge
- Autobahn Raser - Das Spiel zum Film
- Autobahn Raser - Police Madness
- Autobahn Raser - Destruction Madness

## Bản tiếng Pháp
- Paris-Marseille Racing
- Paris-Marseille Racing 2
- Paris-Marseille Racing: Edition Tour du Monde
- Paris-Marseille Racing: Police Madness